# Lido (schoorwal)

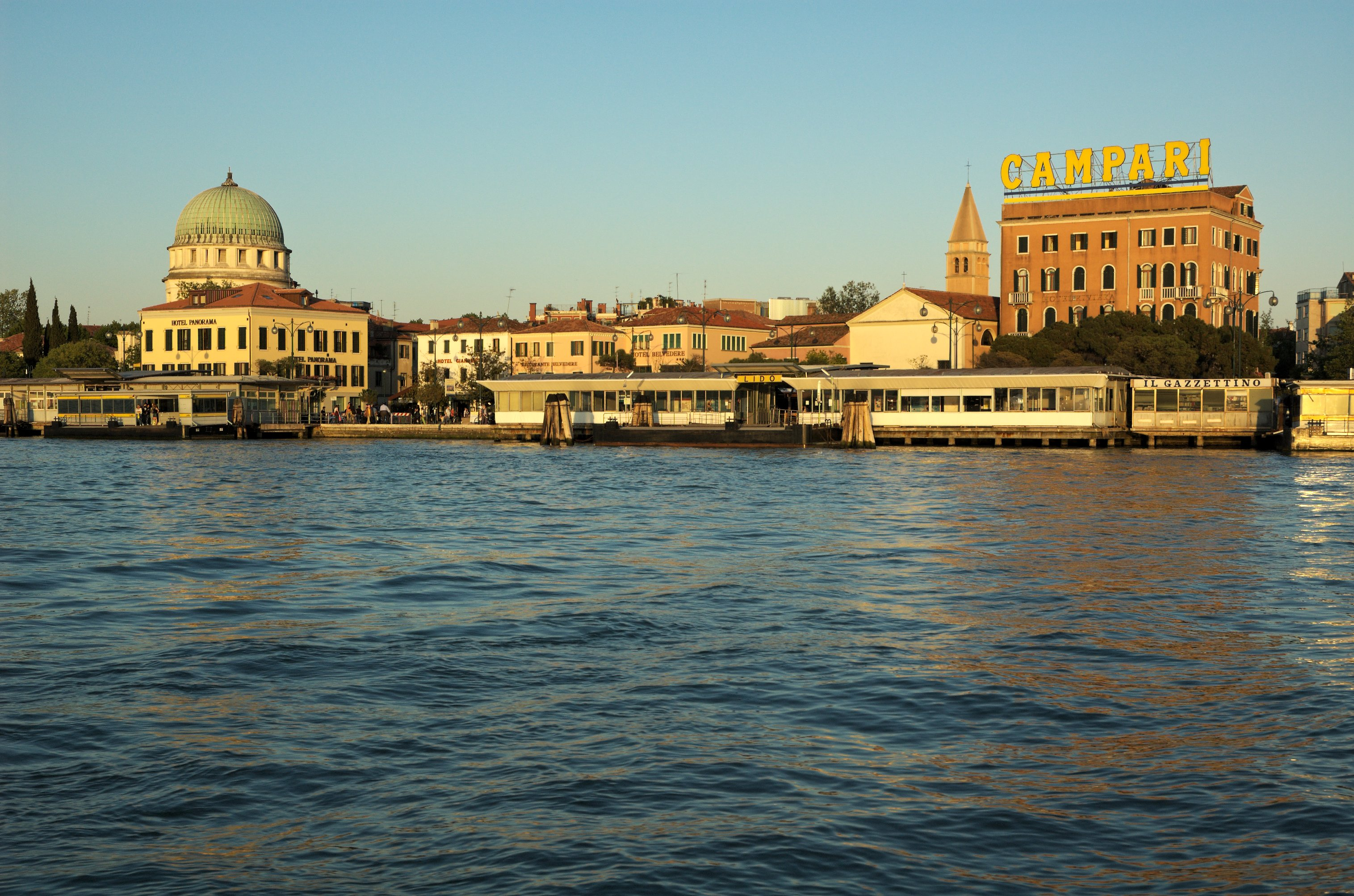
Lido, gezien vanaf de Venetiaanse lagune

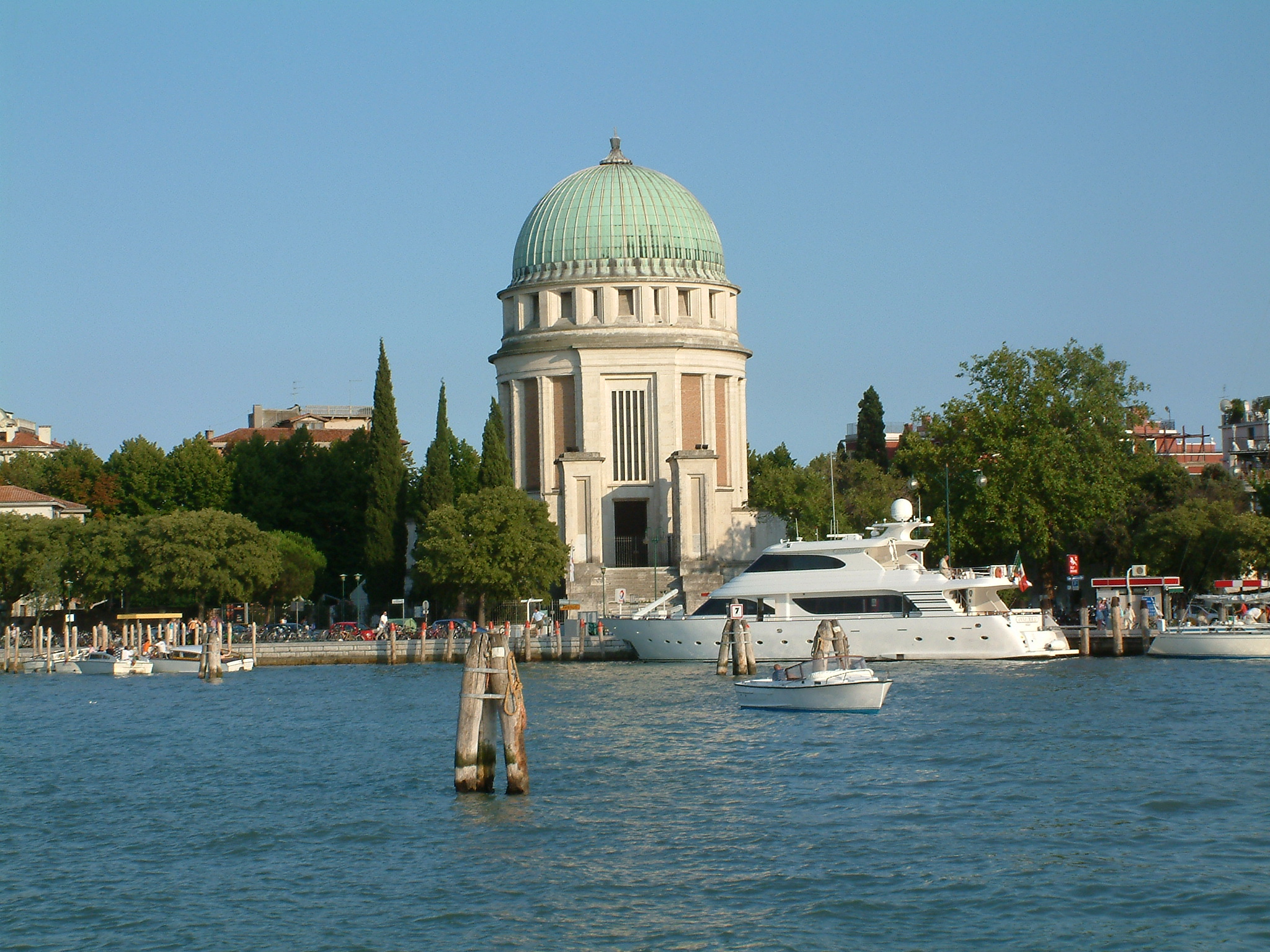
Lido van Venetië

Met lido wordt in het Italiaans een langgerekte schoorwal bedoeld die een lagune van de open zee scheidt.
Het Lido van Venetië is een achttien kilometer lange strook met stranden op een schoorwal in de Lagune van Venetië, die zich uitstrekt van Chioggia naar Jesolo.
De plaats Lido di Venezia op de schoorwal is uitgegroeid tot een mondaine badplaats, met ongeveer 20 000 bewoners, waar ieder jaar in september het filmfestival Venetië gehouden wordt.
De badplaats vond ingang in de wereldliteratuur doordat zij de achtergrond vormt van Thomas Manns boek De dood in Venetië.